# Carsten Kusch
Carsten Kusch (* 4. Januar 1967 in Berlin) ist ein ehemaliger deutscher Wasserballspieler.
Er spielte in der deutschen Nationalmannschaft und nahm 1992 an den Olympischen Sommerspielen in Barcelona teil.

## Spielerkarriere
Kusch spielte von 1985 bis 1998 aktiv für den deutschen Rekordverein Wasserfreunde Spandau 04 Wasserball in der Bundesliga. Nach seiner Spielerkarriere beteiligte er sich weiterhin aktiv als Vizepräsident bei den Wasserfreunden. Heute spielt Kusch in der Masters-Mannschaft des Verein, die bis jetzt zahlreiche Erfolge erzielen konnte. Auch 2016 wurde sie wieder Deutscher Meister. Außerdem ist er Mitglied von emadeus, dem Club der Sporthilfe-Athleten.

### Internationale Erfolge
- 1985 – Gewinn der Champions League[5]
- 1985 – Gewinn des Europäischen Supercups[6]
- 1986 – Gewinn des Europäischen Supercups[7]
- 1988 – Gewinn der Champions League[8]
- 1989 – Europameister[9]
- 1992 – 7. Platz bei den Olympischen Sommerspielen in Barcelona

### Nationale Erfolge
- 13-facher Deutscher Meister (1985, 1986, 1987, 1988, 1989, 1990, 1991, 1992, 1994, 1995, 1996, 1997, 1998)
- 10-facher deutscher Pokalsieger (1985, 1986, 1987, 1990, 1991, 1992, 1994, 1995, 1996, 1997)
- 2-facher Gewinner des Deutschen Supercups (1985, 1997)

## Medien
1. http://www.berliner-kurier.de/finale---deeva--und--zesi--feuern-spandau-an-18129236
2. http://www.berliner-zeitung.de/zur-besten-fussballzeit-spielt-spandau-um-den-wasserball-titel-konkurrenz-zum-pokalfinale-17499348
3. http://www.berliner-zeitung.de/berliner-nach-spannendem-finale-gegen-duesseldorf-wasserball-meister-spandau-gewann-den-16--titel-17510126